# 群馬県女子サッカーリーグ
群馬県女子サッカーリーグ（ぐんまけんじょしサッカーリーグ）は、日本の群馬県に所在する女子（第5種）登録チームが参加する女子サッカーリーグである。日本全国の都道府県にある都道府県リーグのひとつであり、日本の女子サッカーリーグ編成において4部に相当する。

## 概要
1991年に設立された。リーグは1部・2部・3部に分かれており、チーム数は、1部・10チーム、2部・8チーム、3部・3チームで構成される。（年度により多少増減がある）群馬県内で新たに女子サッカーリーグに参加する場合、県3部リーグから参加する。リーグは全て9月から12月にかけて開催される。2020シーズンの大会形式は、1部は、チームを2つのグループに分けて対戦。2部・3部は、1回戦総当たり制で試合を行う。
過去の対戦方式として、1部は1回戦総当り制で9試合を戦う。2部は2010年までA、B2つのブロックに分かれ1回戦総当り制で合計4～5試合を戦った後A、Bの同順位同士のクラブで戦い順位を決定していたが、2011年から1つのリーグに統合され、1回戦総当り制で合計10試合を戦う形式になっている。2013年より1部リーグと同じく1回戦総当り制で9試合を戦うこととなった。1部下位2チームは2部1位、2位チームと自動入れ替えで降格となる。
1部リーグ優勝チームは関東女子サッカーリーグ入替え戦への参加権を得る。入替え戦では関東の1都7県の都県リーグ優勝チームが参加する関東トーナメント戦で上位2位に入った後、関東女子サッカーリーグ下位2チームとの入替え戦に勝利すると関東女子サッカーリーグへの参加権を得ることが出来る。

## 参加クラブ（2020シーズン）

### 1部
| 前橋育英高校サッカー部女子     | 前橋市   |      | 高校公式サイトによる紹介 | ザスパクサツ群馬レディースU-15 | 高崎市 |      | チーム公式サイト         |
| 太田ＬＳＣ                     | 太田市   |      | チーム公式サイト         | AVS群馬ヴァリエンテス          | 高崎市 |      | チーム公式サイト         |
| ザスパクサツ群馬レディースU-18 | 高崎市   |      | チーム公式サイト         | 市立太田                       | 太田市 |      | 高校公式サイトによる紹介 |
| 健大高崎高校女子サッカー部     | 高崎市   | 1991 | チーム公式サイト         | ＰＡＬＡＩＳＴＲＡ             | 高崎市 | 2014 | チーム公式サイト         |
| 上武大学                       | 伊勢崎市 |      |                          | 太田女子                       | 太田市 |      | チーム公式Twitter        |

### 2部
| クラブ名                               | ホームタウン | 設立年 | 備考             |
| -------------------------------------- | ------------ | ------ | ---------------- |
| 群馬ＦＣホワイトスターツヴァイテ       |              |        |                  |
| 関東学園大学附属高等学校女子サッカー部 | 館林市       |        | チーム公式サイト |
| ザスパクサツ群馬クリアンサ             | 高崎市       |        |                  |
| ＡＣ館林フェリス                       | 館林市       |        | チーム公式ブログ |
| 高崎健康福祉大学                       | 高崎市       |        |                  |
| 図南フィオーレ                         | 高崎市       |        | チーム公式サイト |
| ジェラルドすばる伊勢崎                 | 伊勢崎市     |        | チーム公式サイト |
| 育英短期大学女子サッカー部             | 高崎市       |        |                  |

### 3部
| クラブ名                         | ホームタウン | 設立年 | 備考             |
| -------------------------------- | ------------ | ------ | ---------------- |
| 新島学園高等学校女子サッカー部   | 安中市       |        |                  |
| 藤岡ブルートパーズフューチャーズ | 藤岡市       |        | チーム公式サイト |
| ＦＣ高崎                         | 高崎市       |        |                  |

## 参加クラブ（2013シーズン）

### 1部
| クラブ名                     | ホームタウン   | 設立年 | 備考                     |
| ---------------------------- | -------------- | ------ | ------------------------ |
| 前橋育英高校サッカー部女     | 前橋市         |        | 高校公式サイトによる紹介 |
| 新島学園高校女子サッカー部   | 安中市         |        | 高校公式サイト           |
| 太田女子高校サッカー部       | 太田市         |        | JFAによる紹介            |
| 藤岡ブルートパーズ           | 藤岡市         |        |                          |
| AC館林フェリス               | 館林市         | 2005   | 公式サイト               |
| AAC高崎ホワイトスター        | 甘楽郡下仁田町 | 2007   | 公式サイト               |
| ジェラルド・すばる・伊勢崎   | 伊勢崎市       | 1988   | 公式サイト               |
| 図南サッカークラブフィオーレ | 前橋市         | 1982   | 公式サイト               |
| ザスパ草津レディース         | 前橋市         |        | 公式サイト               |

### 2部
| クラブ名                   | ホームタウン | 設立年 | 備考           |
| -------------------------- | ------------ | ------ | -------------- |
| 育英短期大学OG ninfa       | 高崎市       |        |                |
| 東洋大学サッカー部女子部   | 邑楽郡板倉町 |        | 公式サイト     |
| BLOSSOM                    |              |        |                |
| 群馬FCマミーズ境           | 伊勢崎市     |        |                |
| 渋川女子高校サッカー部     | 渋川市       |        | 高校公式サイト |
| 前橋女子高校サッカー部     | 前橋市       |        | 高校公式サイト |
| 群馬県立女子大学サッカー部 | 佐波郡玉村町 |        | 公式ブログ     |
| 育英短期大学Pixies         | 高崎市       |        |                |
| POPLARE FOOTBALL TEAM      | 桐生市       |        | 公式サイト     |
| FC高崎                     | 高崎市       |        | 公式サイト     |

## 過去の成績
参考：群馬県サッカー協会公式サイト。以下、高等学校、大学の女子サッカー部は高等学校、大学の名前のみ記す。
| 回 | 年             | 優勝                           | 2位                        | 3位                            |
| -- | -------------- | ------------------------------ | -------------------------- | ------------------------------ |
| 01 | 1991           | FCすばる                       | 桐生女子高校               | 太田女子高校                   |
| 02 | 1992           | FCすばる                       | 高崎商科短期大学附属高校   | 桐生女子高校                   |
| 03 | 1993           | FCすばる                       | 高崎商科短期大学附属高校   | 群馬女子短期大学附属高校       |
| 04 | 1994           | 高崎商科短期大学附属高校       | FCすばる                   | 群馬女子短期大学附属高校       |
| 05 | 1995           | 太田女子高校サッカー部         | 高崎商科短期大学附属高校   | 宝泉ヴァンベール               |
| 06 | 1996           | 高崎商科短期大学附属高校       | FCすばる                   | 太田女子高校                   |
| 07 | 1997           | FCすばる                       | 宝泉ヴァンベール           | FC高崎                         |
| 08 | 1998           | FC高崎                         | 図南フィオーレ             | 境南中学校                     |
| 09 | 1999           | 図南フィオーレ                 | FCサント                   | FC高崎                         |
| 10 | 2000           | 桐生女子高校                   | FC高崎                     | 太田女子高校                   |
| 11 | 2001           | 図南フィオーレ                 | 桐生女子高校               | FCサント                       |
| 12 | 2002           | 図南フィオーレ                 | 高崎商科短期大学附属高校   | FCサント                       |
| 13 | 2003           | FCホリコシレディース           | 図南フィオーレ             | 高崎商科短期大学附属高校       |
| 14 | 2004           | 図南フィオーレ                 | 高崎商科短期大学附属高校   | 太田女子高校                   |
| 15 | 2005           | 図南フィオーレ                 | FCホリコシレディース       | 太田市立商業高校               |
| 16 | 2006           | ジェラルド・すばる・伊勢崎     | 図南フィオーレ             | アルテ高崎レディース           |
| 17 | 2007           | 関東学園大学                   | ジェラルド・すばる・伊勢崎 | 図南フィオーレ                 |
| 18 | 2008           | 関東学園大学                   | ジェラルド・すばる・伊勢崎 | 図南フィオーレプーラ           |
| 19 | 2009           | 関東学園大学                   | ホワイトスター             | 図南フィオーレプーラ           |
| 20 | 2010           | 太田LADIES                     | ホワイトスター             | 太田市立商業高校               |
| 21 | 2011           | 太田LADIES                     | 前橋育英高校               | AACホワイトスター              |
| 22 | 2012           | 太田LADIES                     | AACホワイトスター          | 前橋育英高校                   |
| 23 | 2013           |                                |                            |                                |
| 24 | 2014           |                                |                            |                                |
| 25 | 2015           | 東洋大学                       | ザスパクサツ群馬レディース | 前橋育英高校                   |
| 26 | 2016           | 東洋大学                       | 群馬ＦＣホワイトスター     | 太田ＬＳＣ                     |
| 27 | 2017           | 群馬ＦＣホワイトスター         | 太田ＬＳＣ                 | 健大高崎高校                   |
| 28 | 2018           | 前橋育英高校                   | 健大高崎高校               | 上武大学                       |
| 29 | 2019           | 前橋育英高校                   | ザスパクサツ群馬レディース | 上武大学                       |
| 30 | 2020 Aグループ | 前橋育英高校                   | 太田LSC                    | ザスパクサツ群馬レディースU-18 |
| 30 | 2020 Bグループ | ザスパクサツ群馬レディースU-15 | AVS群馬ヴァリエンテス      | 市立太田高校                   |